# Ismāʿīl ibn Dschaʿfar
Ismāʿīl ibn Dschaʿfar (arabisch إسماعيل بن جعفر, DMG Ismāʿīl b. Ǧaʿfar; * im frühen 8. Jh.; † um 760) mit dem Beinamen al-Mubārak („der Gesegnete“) war der Namensgeber und sechste Imam der Ismailiten. Er war der älteste Sohn von Imam Dschaʿfar as-Sādiq und dessen erster Frau Fātima, einer Enkelin von al-Hasan ibn ʿAlī.
Ismāʿīl wurde von seinem Vater Dschaʿfar als Nachfolger designiert, starb jedoch bereits vor dessen Tod. Dies führte unter den Anhängern seines Vaters zu einer Absetzbewegung, denn diese meinten, dass ein wahrer Imam sich nicht irren könne. Dschaʿfar verteidigte sich damit, dass eine göttliche Willensänderung (badāʾ) eingetreten sei, die er nicht voraussehen konnte. Die Anhänger, die sich von ihm abgewandt hatten, hielten dies jedoch für eine Ausrede.
Diejenige Partei, die nach dem Tod Ismāʿīls an dem Imamat Dschaʿfars festhielt, spaltete sich nach dessen Tod in mehrere Gruppen. Eine Gruppe meinte, dass Ismāʿīl nun der Imam sei. Sie leugneten, dass er zu Lebzeiten seines Vaters gestorben sei, und nahmen vielmehr an, der Vater habe aus Furcht um seinen Sohn dessen Tod vorgetäuscht und ihn dann verborgen. Diese Gruppe, die als die „reine Ismāʿīlīya“ (al-Ismāʿīlīya al-ḫāliṣa) bezeichnet wurde, behauptete, „dass Ismāʿīl nicht sterbe, bevor er nicht die Erde in Besitz genommen und den Befehl über die Menschen übernommen habe, und dass er der Qā'im sei, weil sein Vater auf sein Imamat hingewiesen habe“.
Eine zweite Gruppe behauptete, dass der Imam nach Dschaʿfars Tod Ismāʿīls Sohn Muhammad war, den jener mit einer Sklavin gezeugt hatte. Die Anhänger dieser Gruppe meinten nämlich, dass Dschaʿfar nach dem Tod seines Sohnes das Imamat auf dessen Sohn Muhammad übertragen habe, mit der Begründung, dass nach al-Hasan und al-Husain das Imamat nicht mehr von einem Bruder auf einen anderen Bruder, sondern immer nur in der jeweiligen Nachkommenschaft übertragen werde. Daher habe es jetzt auch nicht auf Ismāʿīls Brüder ʿAbdallāh oder Mūsā übertragen werden können, so wie nach al-Husains Tod das Imamat auf seinen Sohn ʿAlī überging, al-Husains Bruder Muhammad ibn al-Hanafīya jedoch kein Recht darauf hatte. Die Anhänger dieser Lehrmeinung wurden als Mubārakīya bezeichnet, nach einem Führer von ihnen, der Mubārak hieß und ein Klient von Ismāʿīl war.
Aus einer Gruppe der Mubārakīya entwickelte sich später der Hauptstrom der Ismāʿīlīya, die das Imamat in der Nachkommenschaft Muhammads weiterführt und Ismāʿīl als ihren sechsten Imam betrachtet. Die Zwölfer-Schiiten sehen dagegen Ismāʿīls 25 Jahre jüngeren Halbbruder Mūsā als Erben des Imamats an und setzen ihre Imam-Reihe in dessen Nachkommenschaft fort.